# كأس ألمانيا 2004–05
كأس ألمانيا 2004–05 (بالألمانية: DFB-Pokal 2004/05)‏ هو الموسم 62 من كأس ألمانيا. أشرف على تنظيمه اتحاد ألمانيا لكرة القدم، وكان عدد الأندية المشاركة فيه 64، وفاز فيه بايرن ميونخ.